# Banská Bystrica
|  | Per a altres significats, vegeu «Regió de Banská Bystrica». |

Banská Bystrica és una ciutat del centre d'Eslovàquia ubicada a les ribes del riu Hron, en una llarga i ampla vall encerclada per les serralades dels baixos Tatres, els Grans Fatra (eslovac: Veľká Fatra) i les muntanyes Kremnicke (eslovac: Kremnické vrchy, hongarès: Körmöci-hegység). Amb una població de 81.281 habitants, Banská Bystrica és actualment la sisena ciutat més gran d'Eslovàquia i és la capital de la Regió de Banská Bystrica.
Enclavament fundat per pobles eslaus el s. IX, Banská Bystrica va obtenir els privilegis municipals del Regne d'Hongria el 1255. L'aspecte actual de la ciutat, de tradició minera, té origen a la Baixa edat mitjana, quan la pròspera ciutat va ser dotada d'esglésies, mansions i fortificacions.
Pel seu patrimoni històric i per la seva favorable situació geogràfica amb accés fàcil a les muntanyes que la contornen, Banská Bystrica és un popular destí turístic tant a l'estiu com a l'hivern.

## Història
El 1255 aconseguí l'estatut ciutat reial minera (extracció de plata) als segles XIV-XVI, explotació dels jaciments de coure, que era exportat a tot Europa (voltants de la localitat de Spaniadolina). El 1525, gran revolta de miners, que ocuparen la ciutat durant un cert temps. A finals del segle xviii i sobre mitjans del XIX, fou el focus del moviment nacionalista eslovac.
El 1850, es fundà al Liceu Eslovac. El moviment obrer i els esforços per l'aixecament econòmic, social i cultural d'Eslovàquia s'incrementaren sobretot després de la primera guerra mundial. El 29 d'agost de 1944, en esclatar Alçament Nacional Eslovac, la ciutat fou per dos mesos la seu del Consell Nacional Eslovac i del comandament polític-militar de la revolució, així com de les emissions lliures de la ràdio. La ciutat rebel fou ocupada per les unitats alemanyes el 27 d'octubre de 1944, sent alliberada per l'Exèrcit Roig el 26 de març de 1945.

## Barri històric
El nucli històric constitueix una reserva, dominat per l'antic castell medieval i la torre del rellotge. Part del castell és el Palau de Matej Bel, en estil gòtic tardà. Església parroquial romànic-gòtica, església gòtic eslovaca, antic ajuntament (avui galeria d'art), bastió dels artillers, porta amb sagetera. En la plaça major, diverses cases burgeses gòtiques i renaixentistes amb ornaments esgrafiats i patis amb peristils la més interessant és avui el Museu d'Eslovàquia Central, amb col·leccions d'història i Ciències Naturals, així com Dom Benického.
Una altra dominant de la ciutat és el Memorial i Museu de la Revolta Nacional Eslovaca, amb una exposició sobre la resistència anti-feixista que inclou una col·lecció d'armes i tècniques de combat i diverses plaques recordatòries en homenatge als participants en la Revolta. Banská Bystrica és seu de la Universitat Matej Bel, amb 15.000 estudiants.

## Demografia
| Godina             | 1994   | 2004   | 2014   | 2024   |
| ------------------ | ------ | ------ | ------ | ------ |
| Nombre de persones | 84.741 | 81.704 | 79.027 | 73.533 |
| Diferència         |        | −3,58% | −3,27% | −6,95% |

| Godina             | 2023   | 2024   |
| ------------------ | ------ | ------ |
| Nombre de persones | 74.065 | 73.533 |
| Diferència         |        | −0,71% |

## Fills il·lustres
- Viliam Figuš-Bystrý (1875-1937) compositor.

## Galeria d'imatges

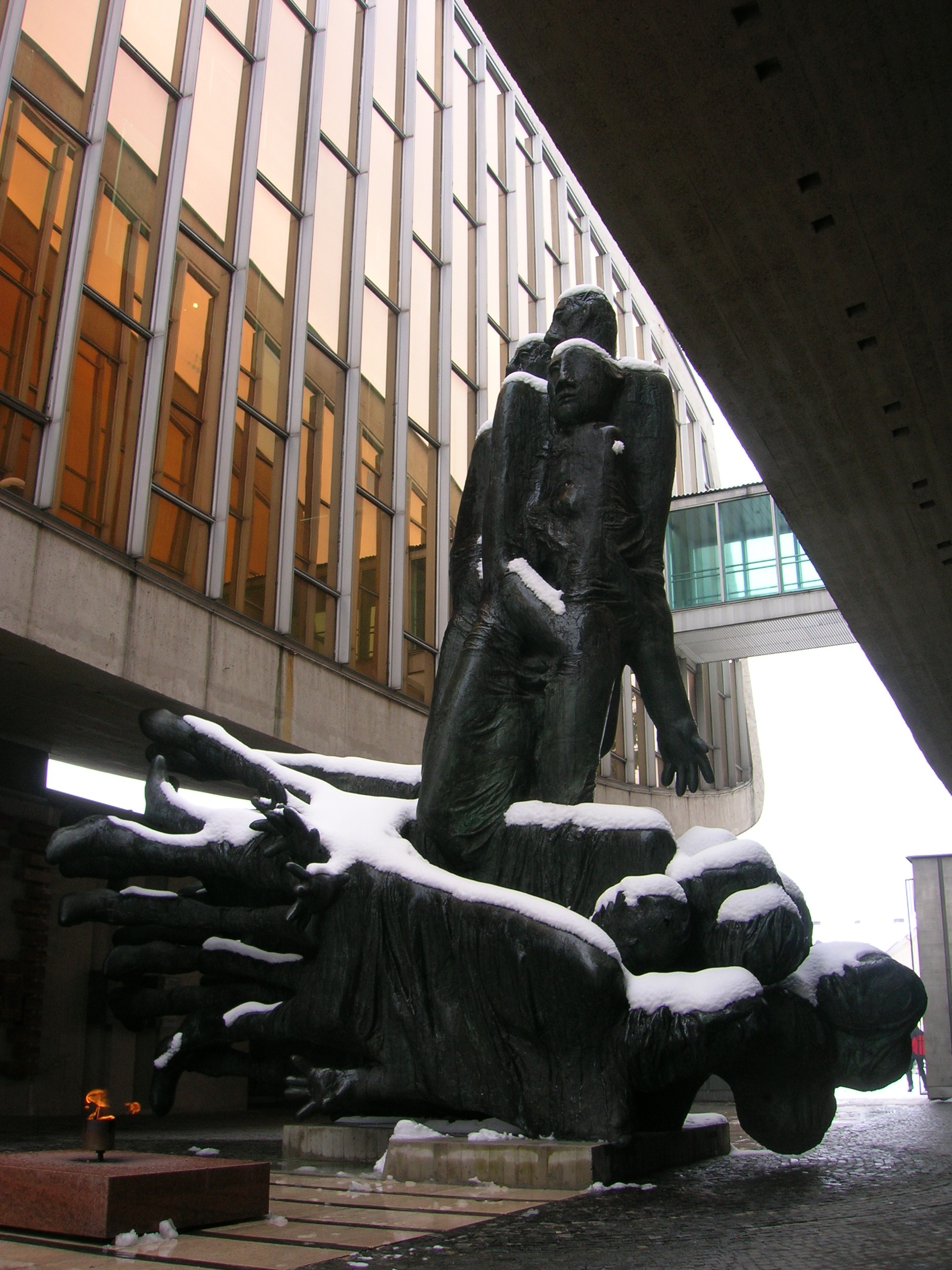
Memorial de l'aixecament eslovac
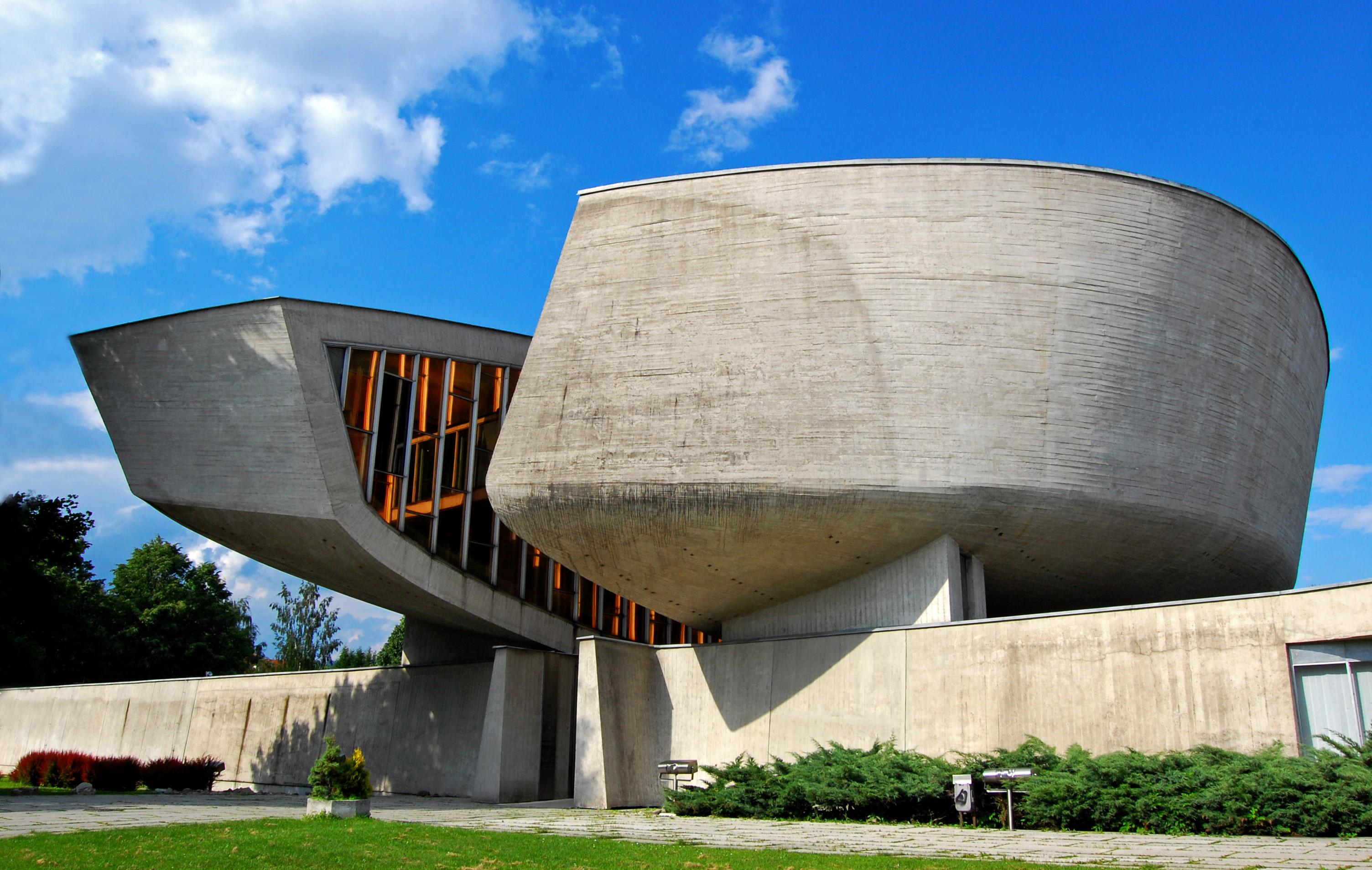
Museu de l'Aixecament Nacional Eslovac
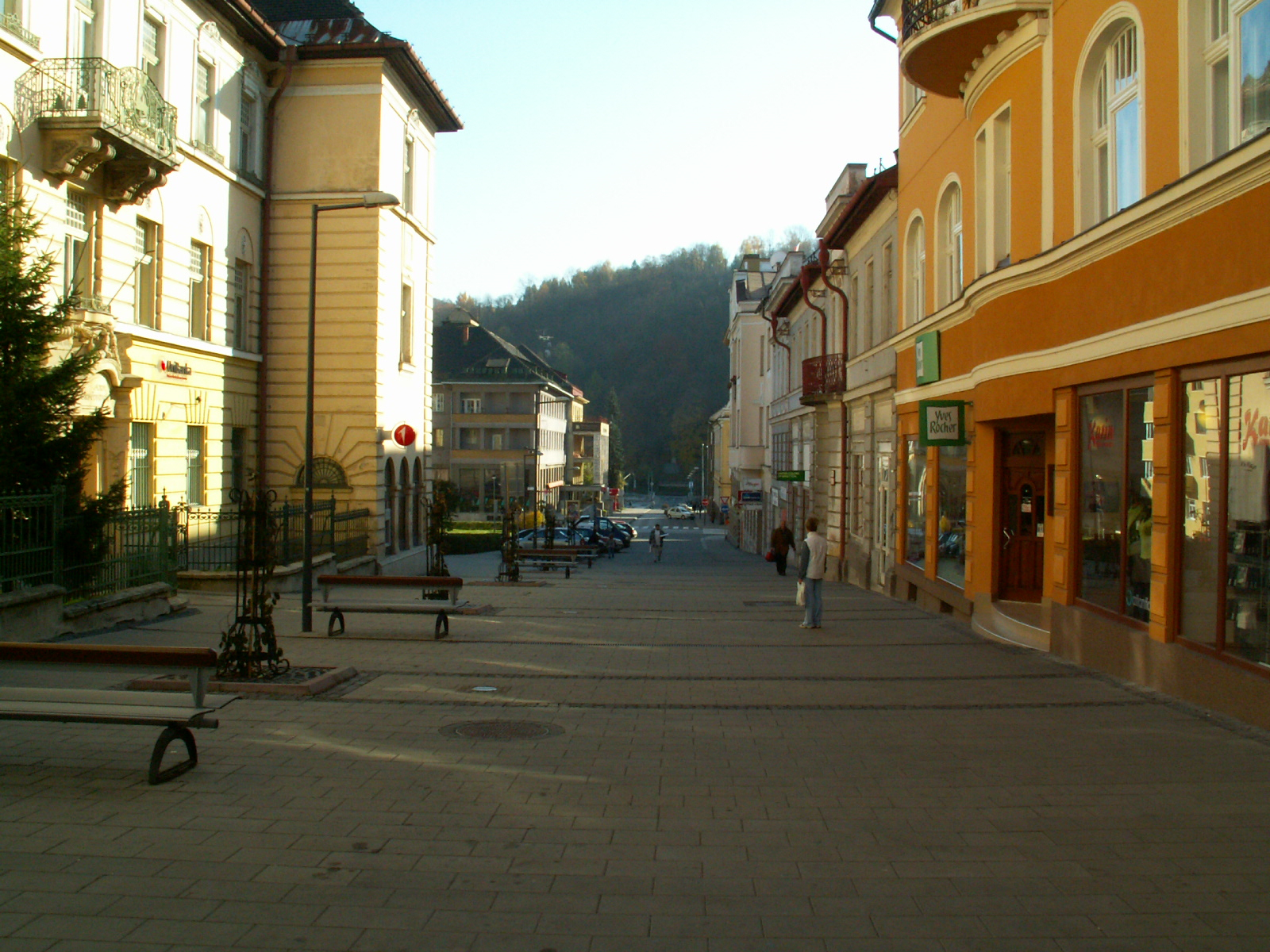
Carrer Národná
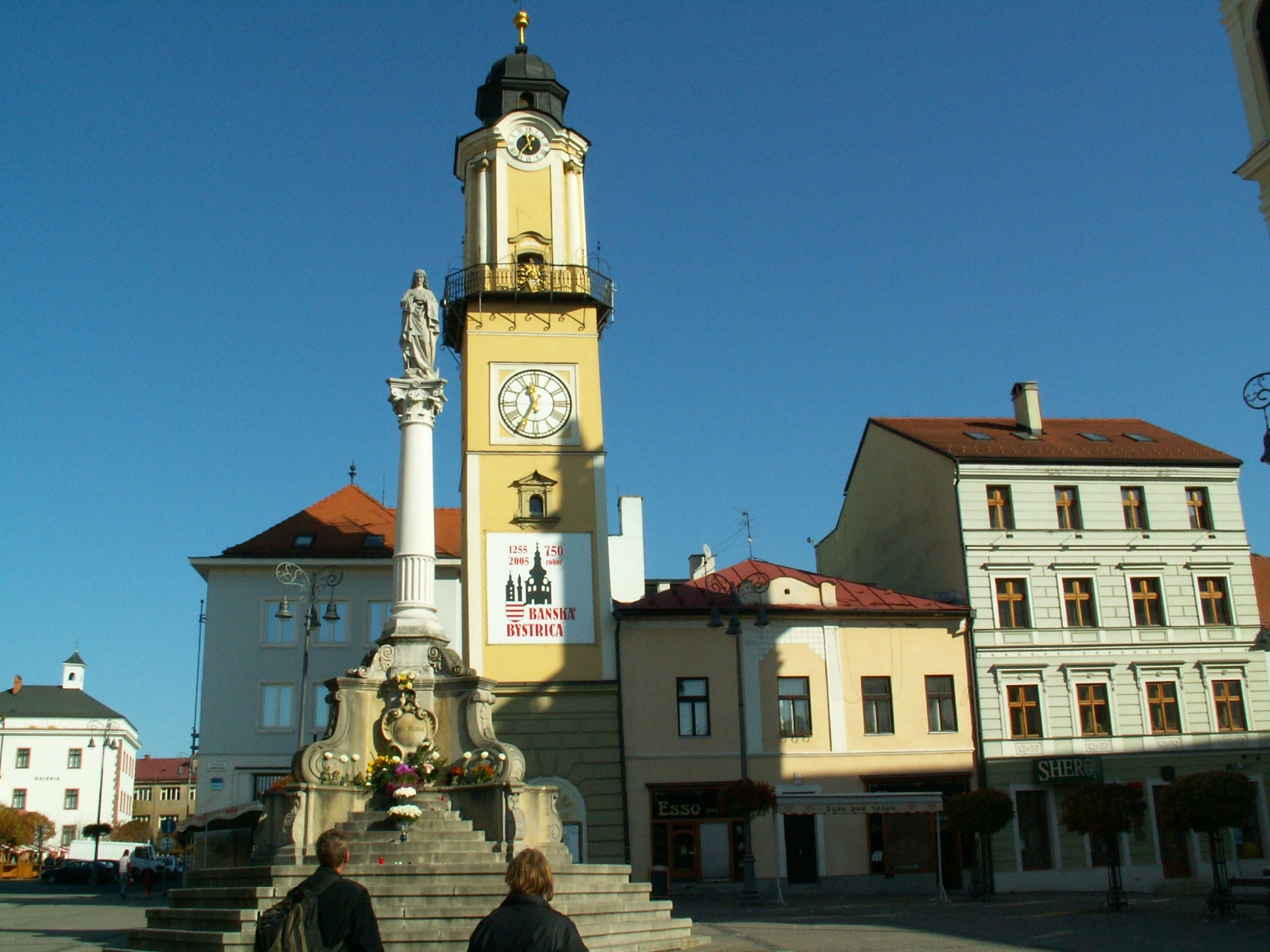
Torre del rellotge
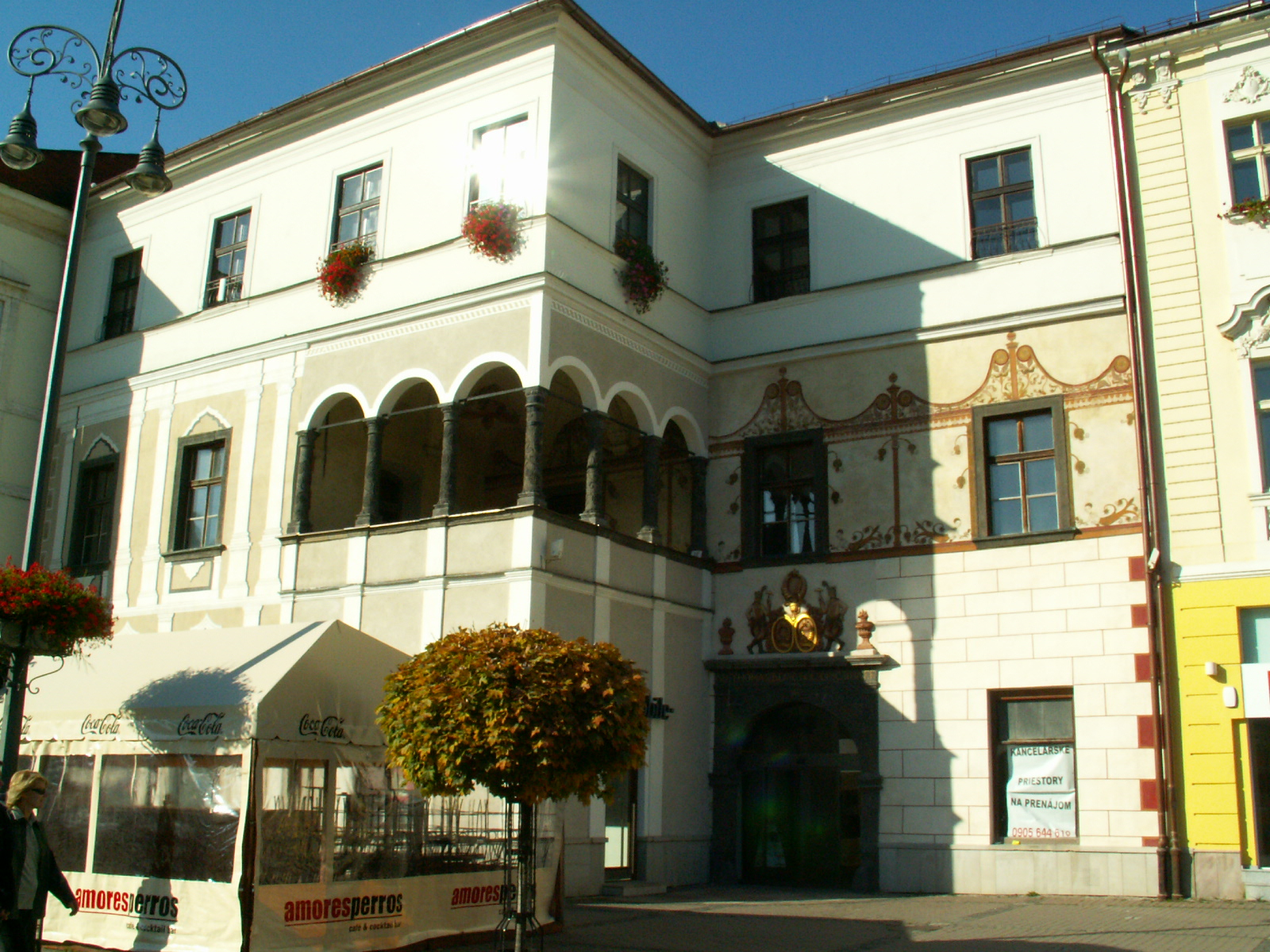
Casa Benického
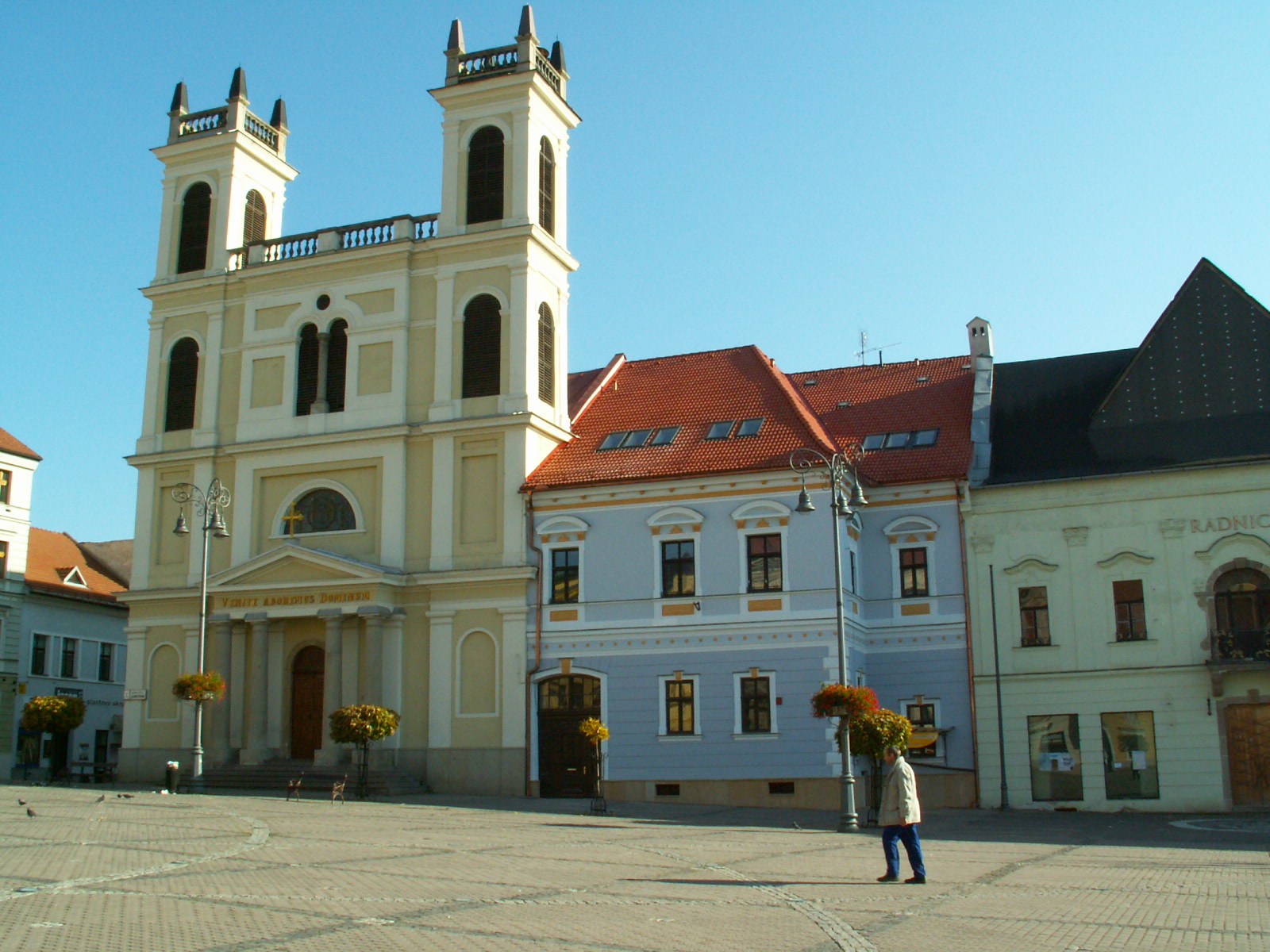
Església de Sant Francesc-Xavier
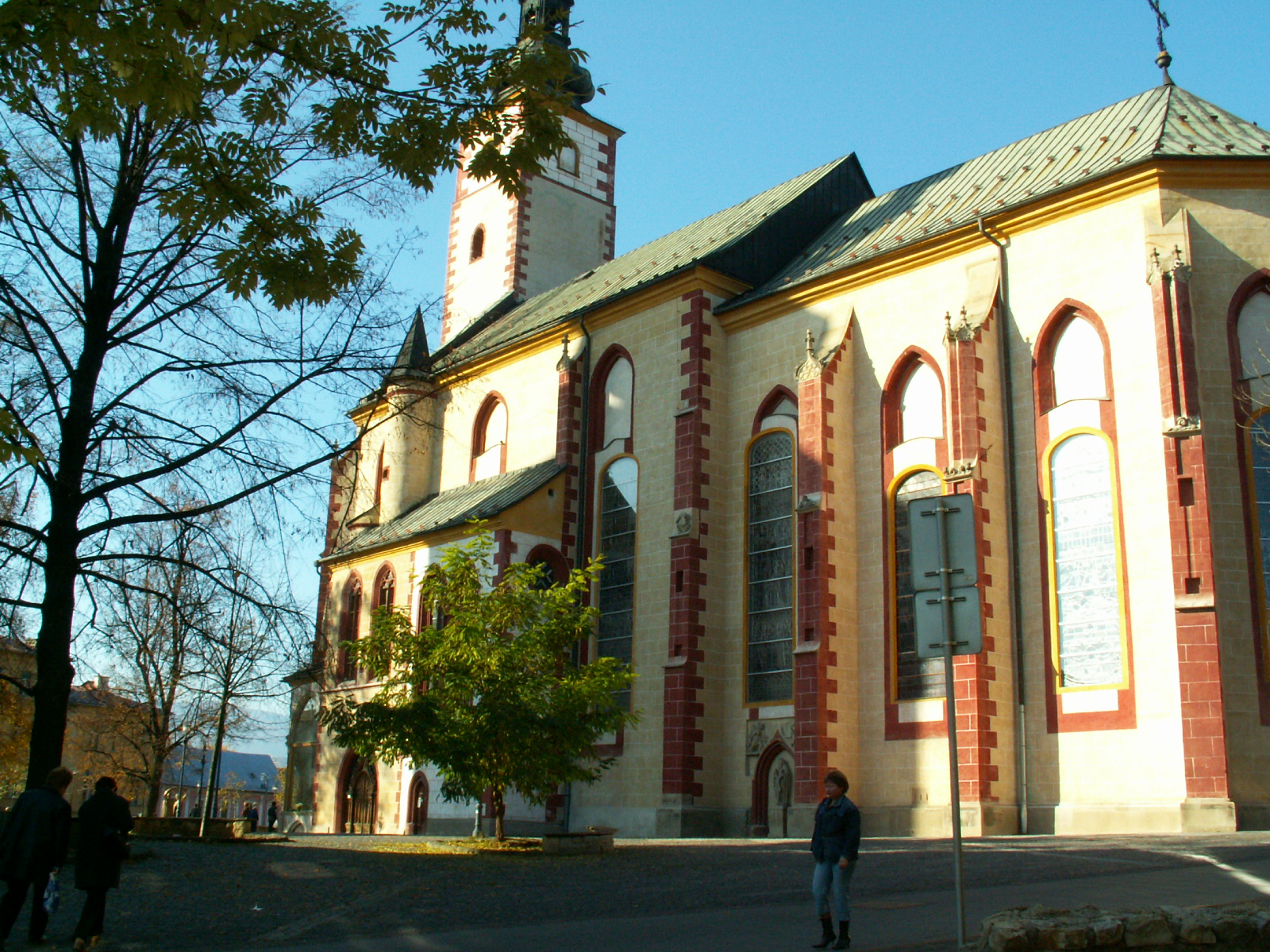
Església de la Santa Creu
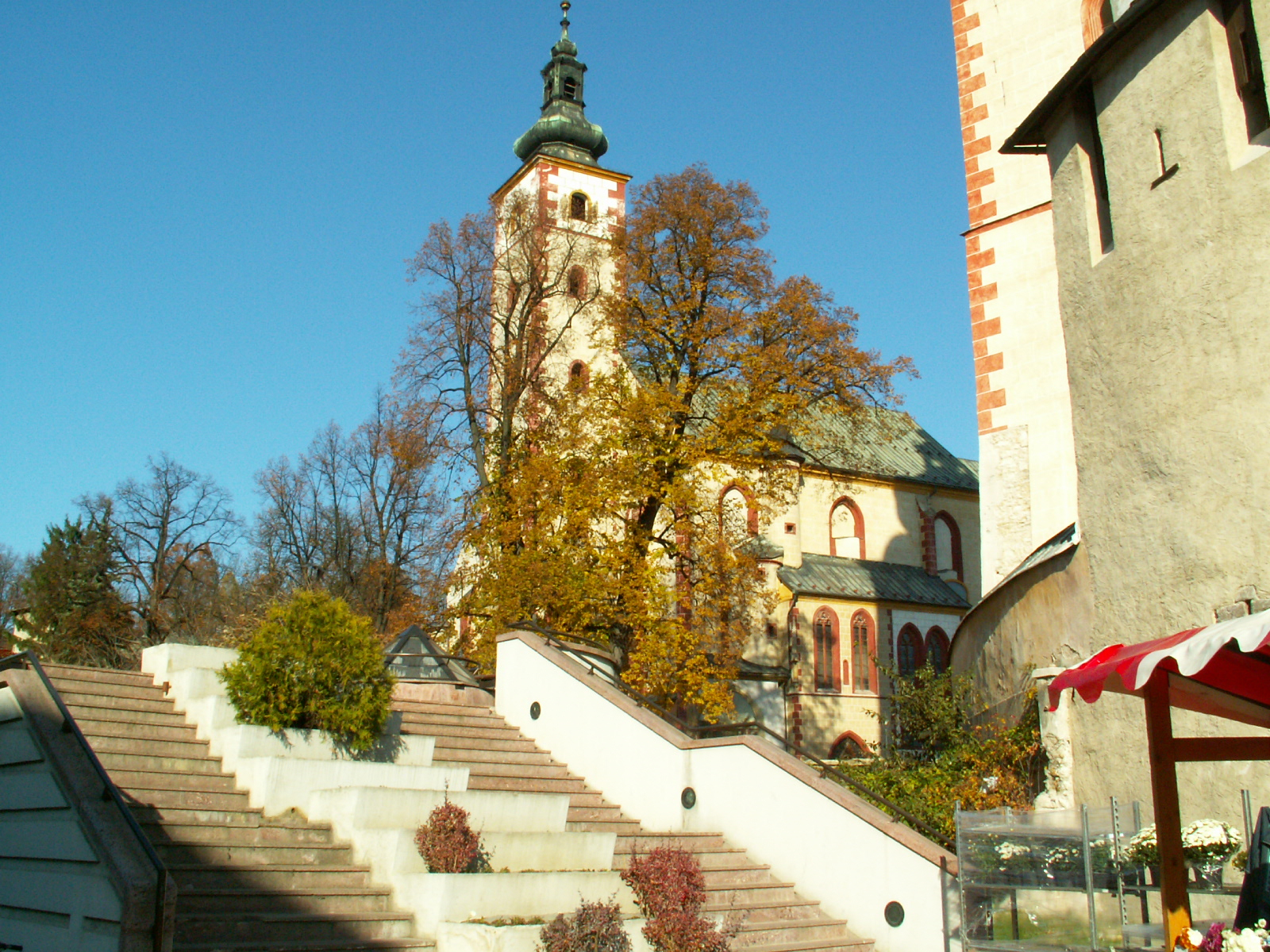
La barbacana
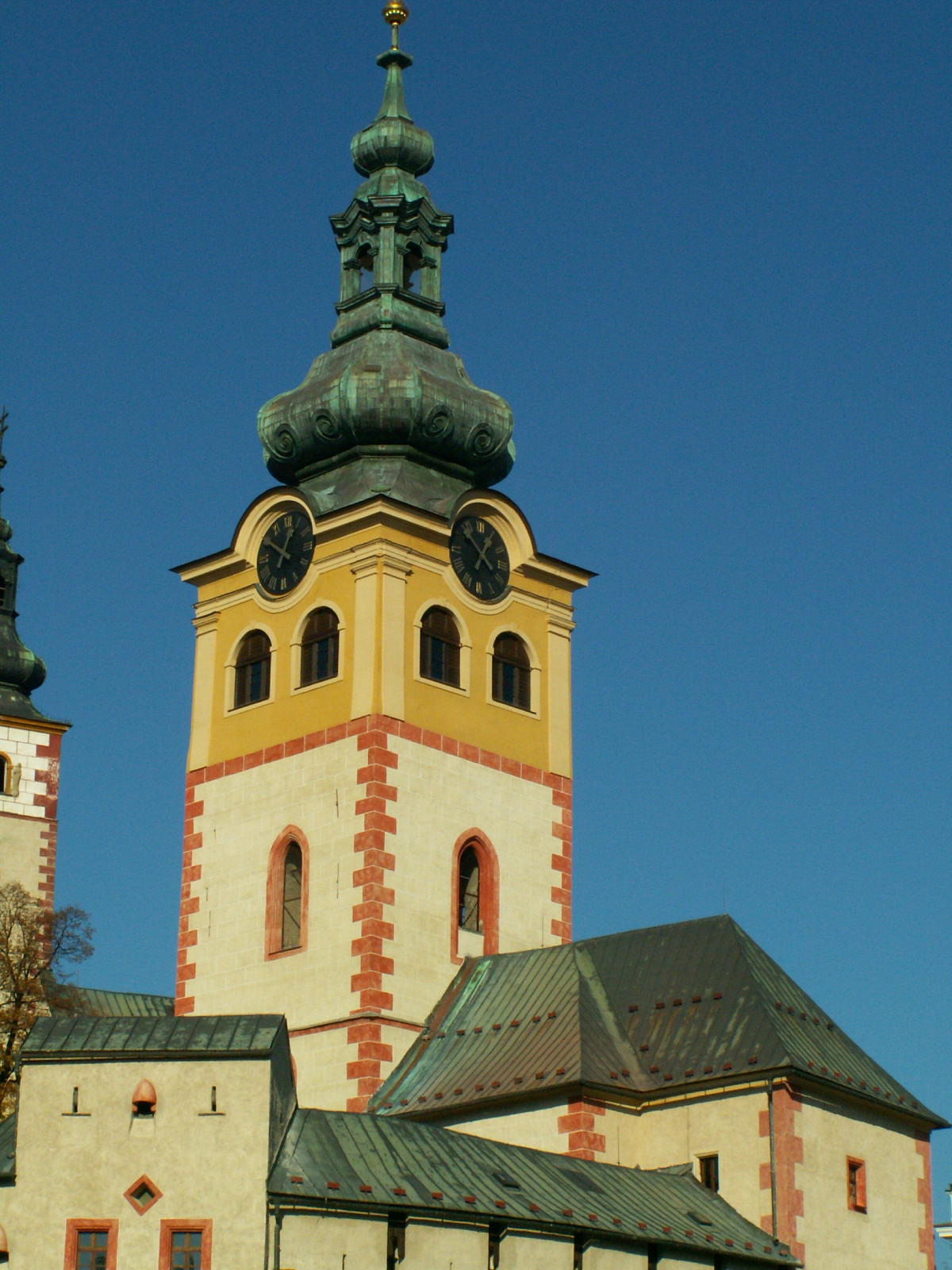
Barbacana i torre
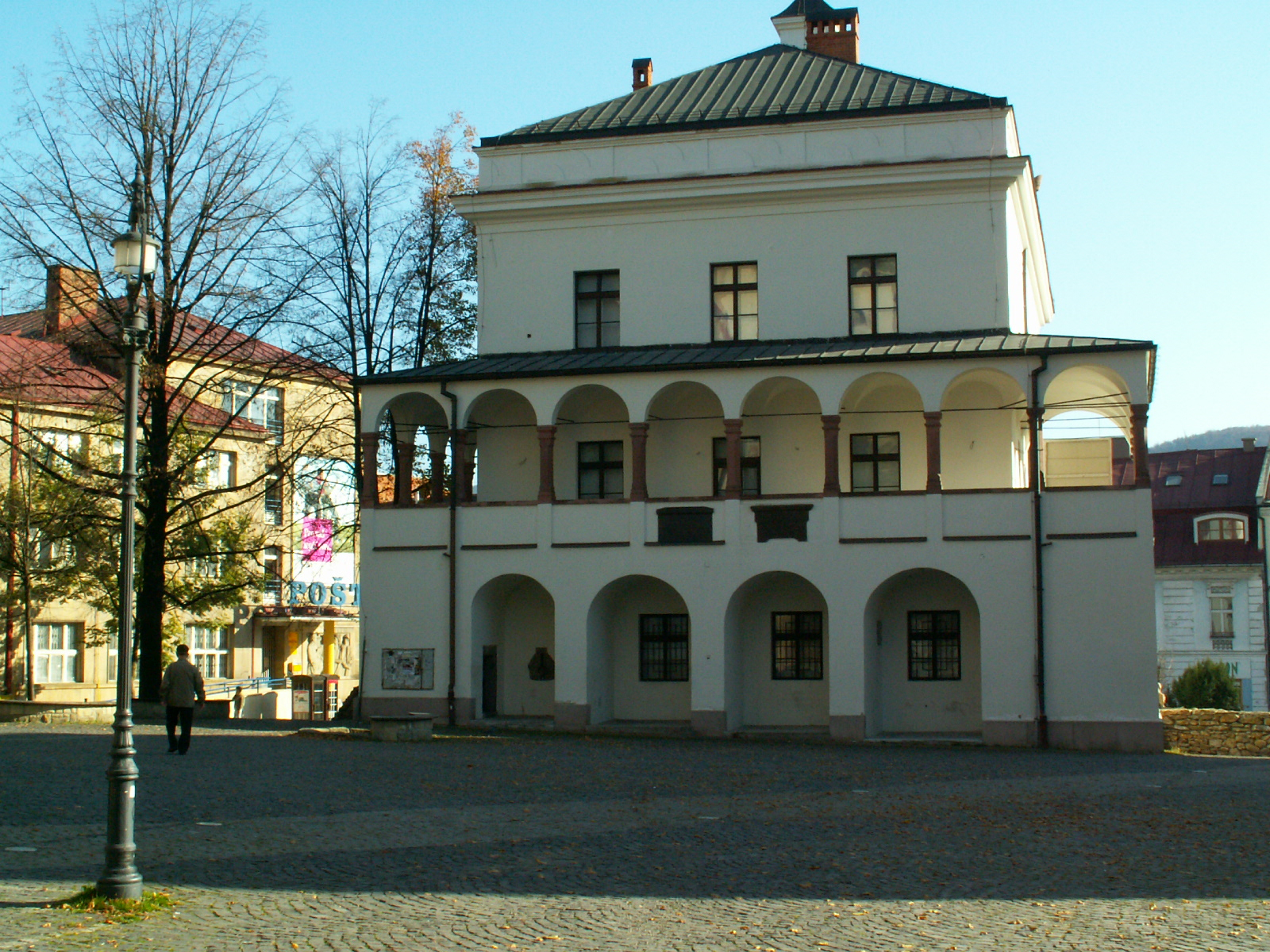
Àrea del castell - Casa de la vila
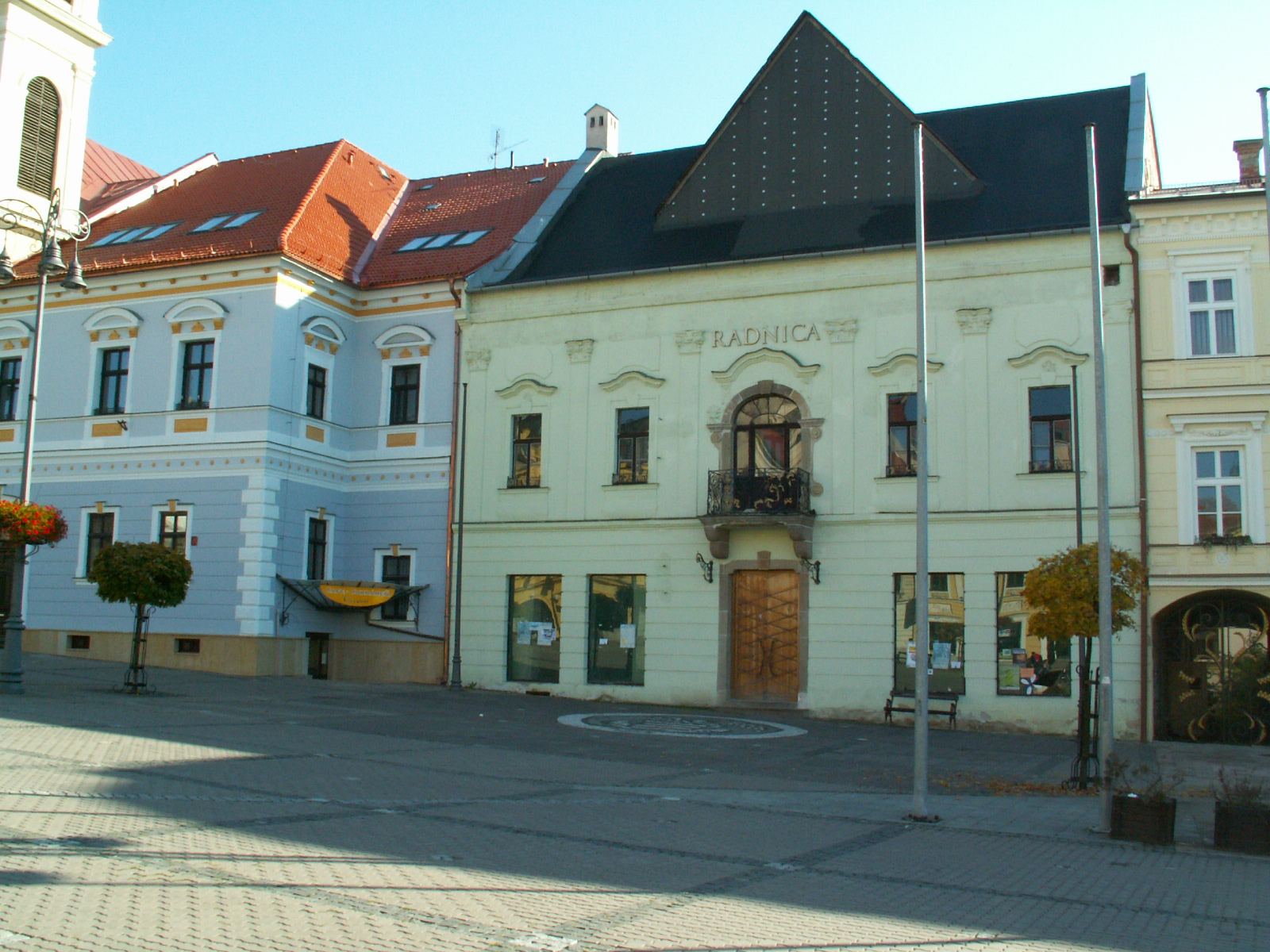
Ajuntament nou
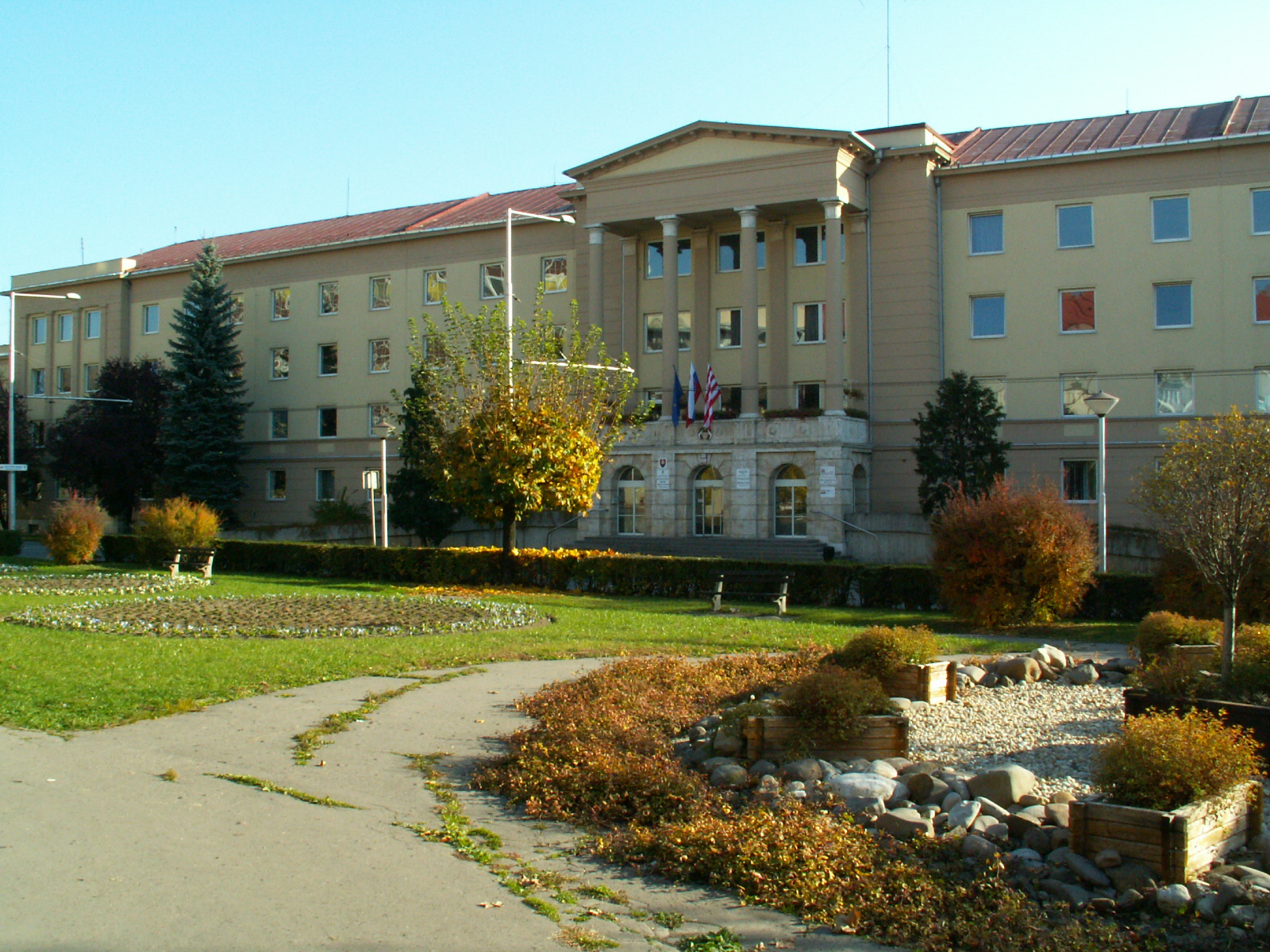
Administració de la vila

## Ciutats agermanades
- Alba, Itàlia
- Ascoli Piceno, Itàlia
- Budva, Montenegro
- Charleston, Estats Units
- Dabas, Hongria
- Salgótarján, Hongria
- Drogóbitx, Ucraïna
- Durham, Anglaterra
- Halberstadt, Alemanya
- Hertseliyya, Israel
- Hradec Králové, República Txeca
- Kovačica, Sèrbia
- Vršac, Sèrbia
- Làrissa, Grècia
- Mangalia, Romania
- Montana, Bulgària
- Radom, Polònia
- Tarnobrzeg, Polònia
- Sant-Etiève, França
- Tula, Rússia
- Zadar, Croàcia